# Alberto V degli Alberti

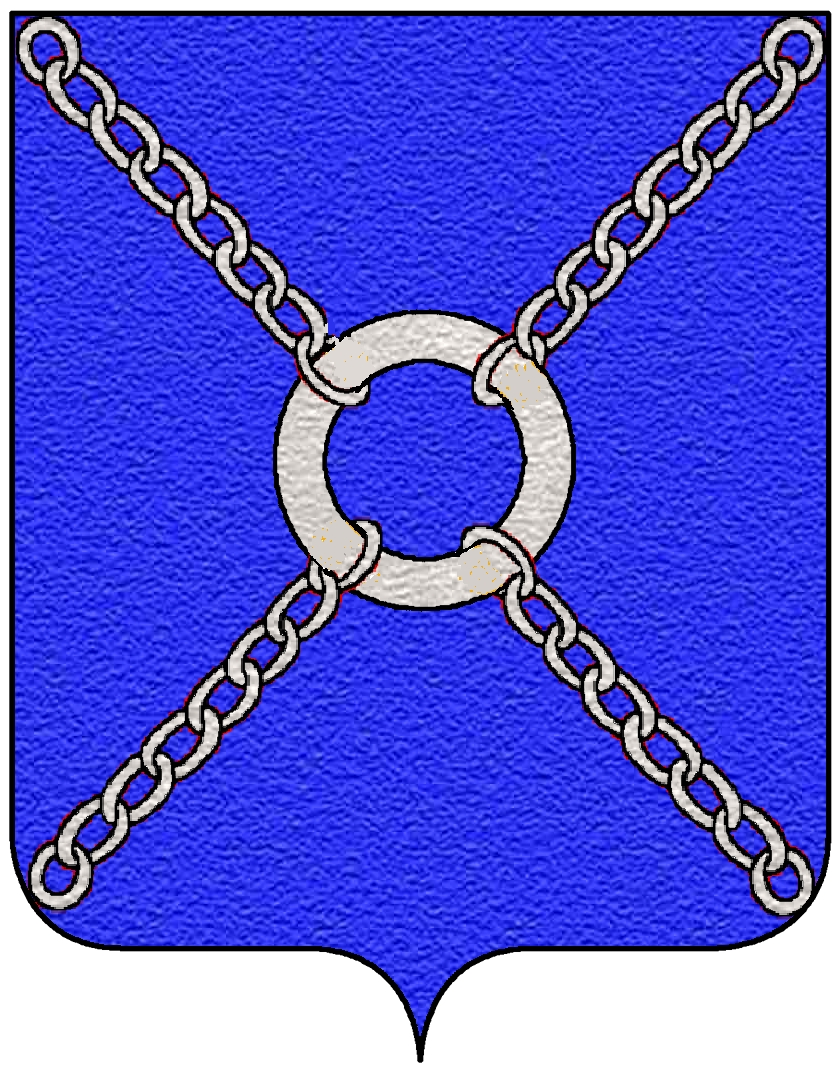
Stemma degli Alberti

Alberto V Alberti (ante 1203 – 1250) era un appartenente alla famiglia dei conti Alberti di Vernio e Mangona.

## Biografia
Permutò i castelli della Rocca di Cerbaia e di Vernio con quelli di Scarlino e di Semifonte. L'imperatore lo investì di questi feudi con un diploma del 4 novembre 1209 e anche il papa lo riconobbe come feudatario in cambio di un tributo annuo fisso.
Fu il capostipite del ramo fiorentino degli Alberti, che si estinse nel 1686.
Si sposò con Gualdrada Guidi figlia del Conte Guido VII Guidi. Ebbe come figli Napoleone e Alessandro, citati da Dante Alighieri nell'Inferno quali esempi tra i peggiori di traditori dei parenti (Inf. XXXII, v. 57) e di un terzo figlio Guglielmo. Per ragioni ignote egli lasciò in eredità solo un decimo del suo patrimonio a Napoleone e i restanti nove decimi ad Alessandro e Guglielmo: probabilmente questo causò la rivalità tra Napoleone e Alessandro che li portò ad uccidersi.